# Madonna Tronująca z Przyszowej

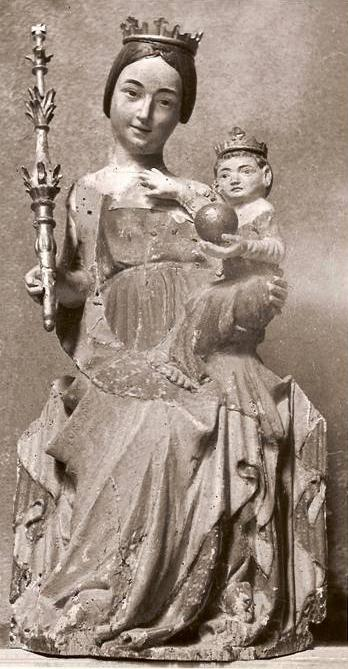
Madonna z Przyszowej, XIV wiek

Madonna Tronująca z Przyszowej – gotycka rzeźba Madonny, pochodząca z kościoła w Przyszowej, obecnie eksponowana w zbiorach Muzeum Diecezjalnego w Tarnowie.

## Opis
Figura Madonny Tronującej wykonana została z drewna lipowego. Jest figurą przeznaczoną do umieszczenia przy ścianie - od tyłu jest wydrążona. Przedstawia siedzącą postać Maryi, trzymającą na lewym ręku Dzieciątko Jezus. Wywodzi się z kultury spisko–sądeckiej. Poprzez specyficzne rysy nawiązuje do prostej „wiejskiej” urody i wzorem dla niej mogły być postacie miejscowych dziewcząt. Uwagę zwraca specyficzny uśmiech Madonny.
Przedstawienie Madonny określane jest jako koncepcja tronująca. Taka koncepcja jest bardzo rzadka w Polsce. Eksponuje majestat i godność Maryi – wybranej z ludu przez dziewicze macierzyństwo do roli Matki i Królowej.

## Historia
Powstanie figury datowane jest na koniec XIV wieku. Nieznany jest artysta, który ją stworzył, co jest charakterystyczne dla średniowiecznego podejścia do indywidualności. Rzeźba wykorzystywana była jako figura w feretronie w kościele w Przyszowej. W 1956 wypożyczono ją jako depozyt na wystawę maryjną z okazji 100-lecia ogłoszenia dogmatu o Niepokalanym Poczęciu Maryi, do Muzeum Diecezjalnego w Tarnowie. W latach 1959–1960 poddana została zabiegom konserwatorskim w Pracowni Konserwacji Zabytków w Krakowie, które usunęły polichromowany retusz. Po konserwacji zdecydowano o pozostawieniu figury w zbiorach tarnowskiego muzeum, a do macierzystej parafii wykonano kopię.